# Lindsay Cooper
Lindsay Cooper (* 3. März 1951 in Hornsey, England; † 18. September 2013) war eine britische Fagott- und Sopransaxophonspielerin und Komponistin von Rockmusik, Jazz und Neuer Musik.

## Leben und Wirken
Lindsay Cooper wurde in Hornsey, North London geboren. Mit elf Jahren nahm sie Klavierunterricht, wandte sich aber einige Zeit später dem Fagott zu. Zwischen 1965 und 1968 studierte sie klassische Musik und Fagott am Dartington College of Arts und am Royal College of Music. Sie spielte im nationalen Jugendorchester Großbritanniens und wurde Mitglied der Royal Academy of Music in London. Im Zuge eines einjährigen Aufenthalts in New York City gegen Ende der 1960er  öffnete sie sich für Musikstile außerhalb der Klassik.
Cooper kehrte 1971 nach Großbritannien zurück und wandte sich nun endgültig von der Klassik ab, um sich der damals florierenden Canterbury-Musikszene anzuschließen. Sie schloss sich der Progressive-Rock-Band Comus an. Obwohl sie nur für ein Jahr Teil der Band war, beeinflusste diese Erfahrung ihre musikalische Haltung maßgeblich. Sie erweiterte ihr Instrumenten-Repertoire um Oboe und Flöte und wurde als Sessionmusikerin aktiv. Unter anderem ist sie auf dem von Mike Oldfield 1974 veröffentlichten Album Hergest Ridge zu hören. Fälschlicherweise wird sie manchmal auch mit Oldfield’s früherem Album Tubular Bells in Verbindung gebracht, auf dem jedoch ihr Namensvetter Lindsay L. Cooper Kontrabass spielt.
Während eines Theaterprojekts lernte Lindsay Cooper die Avantrock-Band Henry Cow kennen, mit der sie von 1974 und 1978 zusammenarbeitete und dadurch den Durchbruch zu einer der gefragtesten Musikerinnen des Landes schaffte. Darüber hinaus war sie auch mit den Artrockgruppen National Health und News from Babel aktiv. 1978 war sie eine der Mitbegründerinnen der Feminist Improvising Group. Sie schrieb Filmmusik, u. a. für Filme der Filmemacherin Sally Potter, und den Zyklus Oh Moscow, der 1987 live in zahlreichen Ländern aufgeführt wurde. Sie hat eine Anzahl von Soloalben aufgenommen, von denen Rags (1980), The Gold Diggers (1983) und Music For Other Occasions (1986) zu den bekanntesten zählen. Ihre unkonventionelle, zum Teil elektrisch verstärkte Spielweise auf dem Fagott, die u. a. Heiner Goebbels begeisterte, erschloss dem Einsatz dieses Instruments interessante Möglichkeiten.
Bei ihr wurde 1991 Multiple Sklerose diagnostiziert; 1998 führte die Krankheit dazu, dass sie nicht mehr auftreten konnte. In ihren letzten Jahren hat sie vor allem durch Kompositionen – u. a. für das kalifornische Rova Saxophone Quartet – auf sich aufmerksam machen können.
Cooper verstarb am 18. September 2013 im Alter von 62 Jahren an den Folgen ihrer Erkrankung.
Im November 2014 führten Chris Cutler, Fred Frith, John Greaves, Tim Hodgkinson, Sally Potter, Annemarie Roelofs und Dagmar Krause sowie der belgische Fagottist Michel Berckmans, Alfred Harth, Veryan Weston, Phil Minton und Zeena Parkins, ihre Kompositionen für Henry Cow, News from Babel, Music for Films und Oh Moscow anlässlich des London Jazz Festival am Barbican Centre in London, am Lawrence Batley Theatre als Teil des Huddersfield Contemporary Music Festival und am Teatro Diego Fabbri in Forlì, Italien auf.